# Bural
Bural, en ruso: Бурятские es una aerolínea rusa con base en la ciudad de Ulan-Ude. Opera vuelos de corto rango a nivel regional y algunos vuelos chárter de pasajeros. Sus equipos de turbohélices les permiten cubrir rutas que otras aerolíneas no pueden operar debido al precario estado de las pistas de aterrizaje de los aeropuertos de destino.

## Historia
La aerolínea se funda en 1993 bajo el nombre de Buryatia Airlines, esta operaba los aviones heredados de la recién separada división de Aeroflot-Buryatia. Estos aviones eran 7 Tupolev Tu-154M, 8 Ilyushin Il-62M, 8 Antonov An-2 y 5 Antonov An-24RV. Inicialmente operaba vuelos a ciudades cercanas a Ulan-Ude, entre ellas Nizhneangarsk e Irkutsk. En 1998 la aerolínea fue renombrada Bural Airlines por sus nuevos directivos. En 2001 la aerolínea se declaró en bancarrota, suspendiendo sus operaciones durante 9 años hasta 2010, cuando la aerolínea logró saldar sus deudas y conseguir un permiso de operaciones nuevamente. Empieza operando vuelos cortos con sus Antonov An-2 desde Ulan-Ude hacia Nizhneangarsk e Irkutsk. Ya a mediados de 2011, la aerolínea ha conseguido la certificación de 4 de sus Antonov An-24, 4 de sus Antonov An-2 y ha adquirido recientemente 5 helicópteros Mil Mi-8.

## Destinos
- Bagdarin-Aeropuerto de Bagdarin
- Irkutsk-Aeropuerto Internacional de Irkutsk
- Kyzyl-Aeropuerto de Kyzyl
- Nizhneangarsk-Aeropuerto de Nizhneangarsk
- Taksimo-Aeropuerto de Taksimo
- Ulan-Ude-Aeropuerto Internacional de Ulan-Ude

## Flota
Actualmente, la aerolínea ha recibida la certificación para las siguientes aeronaves:.
- 5 Antonov An-2
- 4 Antonov An-24
- 5 Mil Mi-8

Anteriormente, la aerolínea operó también:
- 7 Tupolev Tu-154M
- 8 Ilyushin Il-62M

## Incidentes
- El 1 de octubre de 2010, un An-2 de la compañía Bural Airlines tuvo que regresar a su aeropuerto de origen, el Aeropuerto Internacional de Ulan-Ude, luego de que mientras el avión atravesaba una tormenta el tanque de combustible sufriera un fallo, reduciendo la cantidad de combustible que era enviada al motor. Durante el aterrizaje una ráfaga de viento golpeó al avión, haciéndolo caer bruscamente hacia abajo. El tren de aterrizaje se rompió y el copiloto y un pasajero resultaron con heridas leves. El avión no pudo ser reparado y se abandonó a las afueras del aeropuerto.